# Міністерство праці та соціального захисту Республіки Молдова
Міністерство праці і соціальної захисту Республіки Молдова (рум. Міністерство праці та соціального захисту Республіки Молдова) — одно з 14 міністерств Правительства Республіки Молдова.

## История служения
Перше міністерство було створено незабаром після проголошення суверенітету Республіки Молдова — 31 травня 1990 року. Законодавче створення міністерства було передбачено статтею 24 Урядового закону № 64-XII від 31 травня 1990 року. Офіційна назва міністерства на даний момент — Міністерство охорони здоров'я та соціального захисту Республіки Молдова.
У 2006 році міністерство, створене в 1990 році, було розділено, в результаті чого було утворено два нових міністерства:
- Міністерство охорони здоров'я Республіки Молдова
- Міністерство соціального захисту, сім'ї та дітей Республіки Молдова

Цей поділ було здійснено на основі Закону № 357-XVI від 24 листопада 2006 року про внесення змін до статті 24 Урядового закону № 64-XII від 31 травня 1990 року, опублікованого в «Офіційному моніторі Республіки Молдова» №. 186 від 8 грудня 2006 р.
У 2017 році в рамках реформи уряду в Молдові Міністерство праці, соціального захисту та сім’ї було перейменовано на Міністерство охорони здоров’я, праці та соціального захисту, яке увійшло до Міністерства охорони здоров’я та стало його наступником.
У 2021 році під час реорганізації уряду він знову став самостійним відомством, відокремленим від Міністерства охорони здоров’я, праці та соціального захисту.

## Питаття реінтеграції
Відповідно до Положення про організацію і роботу Міністерства соціального захисту населення, сім’ї та дітей, затвердженого Урядом від 14 березня 2007 року, завданням Міністерства є забезпечення реалізації конституційних прерогатив Уряду щодо розвитку, сприяння та реалізація державної політики у сфері соціального захисту, сім'ї та дітей, з метою соціального забезпечення та підвищення життєвого рівня населення.

## Руководство
- Міністр — Олексей Бузу
- Генеральний секретар — Олександр Якуб
- Держсекретарі — Василь Кушка, Феліція Бехтольдт, Коріна Аждер.

## Міністри
|    | Ім'я                | Дата призначення | Дата звільнення | Примітки          |
| -- | ------------------- | ---------------- | --------------- | ----------------- |
| 1  | Дмитро Ниделку      | 30 серпня 1992   | 22 січня 1998   |                   |
| 2  | Василь Вартик       | 22 січня         | 22 травня 1998  |                   |
| 3  | Володимир Гуриценко | 22 травня 1998   | 21 грудня 1999  |                   |
| 4  | Валеріан Ревенко    | 21 грудня 1999   | 19 квітня 2005  |                   |
| 5  | Галина Балмош       | 22 січня 2007    | 25 вересня 2009 |                   |
| 6  | Валентина Буліга    | 25 вересня 2009  | 18 лютого 2015  |                   |
| 7  | Руксанда Главан     | 18 лютого        | 30 липня 2015   |                   |
| 8  | Мирча Бугу          | 30 липня 2015    | 20 січня 2016   |                   |
| 9  | Стелла Григораш     | 20 січня 2016    | 26 липня 2017   |                   |
| 10 | Марчел Спатар       | 6 серпня 2021    | 9 січня 2023    |                   |
| 11 | Олексій Бузу        | з 9 січня 2023   |                 | 10-16 лютого 2023 |